# Lieoux
Lieoux  est une commune française située dans l'ouest du département de la Haute-Garonne, en région Occitanie. Sur le plan historique et culturel, la commune est dans le pays de Comminges, correspondant à l’ancien comté de Comminges, circonscription de la province de Gascogne située sur les départements actuels du Gers, de la Haute-Garonne, des Hautes-Pyrénées et de l'Ariège.
Exposée à un climat océanique altéré, elle est drainée par le Jô et par divers autres petits cours d'eau. La commune possède un patrimoine naturel remarquable composé de trois zones naturelles d'intérêt écologique, faunistique et floristique.
Lieoux est une commune rurale qui compte 126 habitants en 2022, après avoir connu un pic de population de 310 habitants en 1866. Elle fait partie de l'aire d'attraction de Saint-Gaudens. Ses habitants sont appelés les Lhermois ou  Lhermoises.

## Géographie

### Localisation
Commune de l'aire d'attraction de Saint-Gaudens située dans le Comminges, à 7 km au nord de Saint-Gaudens.

### Communes limitrophes
Lieoux est limitrophe de cinq autres communes.
Les communes limitrophes sont  Castillon-de-Saint-Martory, Landorthe, Latoue, Saint-Gaudens et Saux-et-Pomarède.

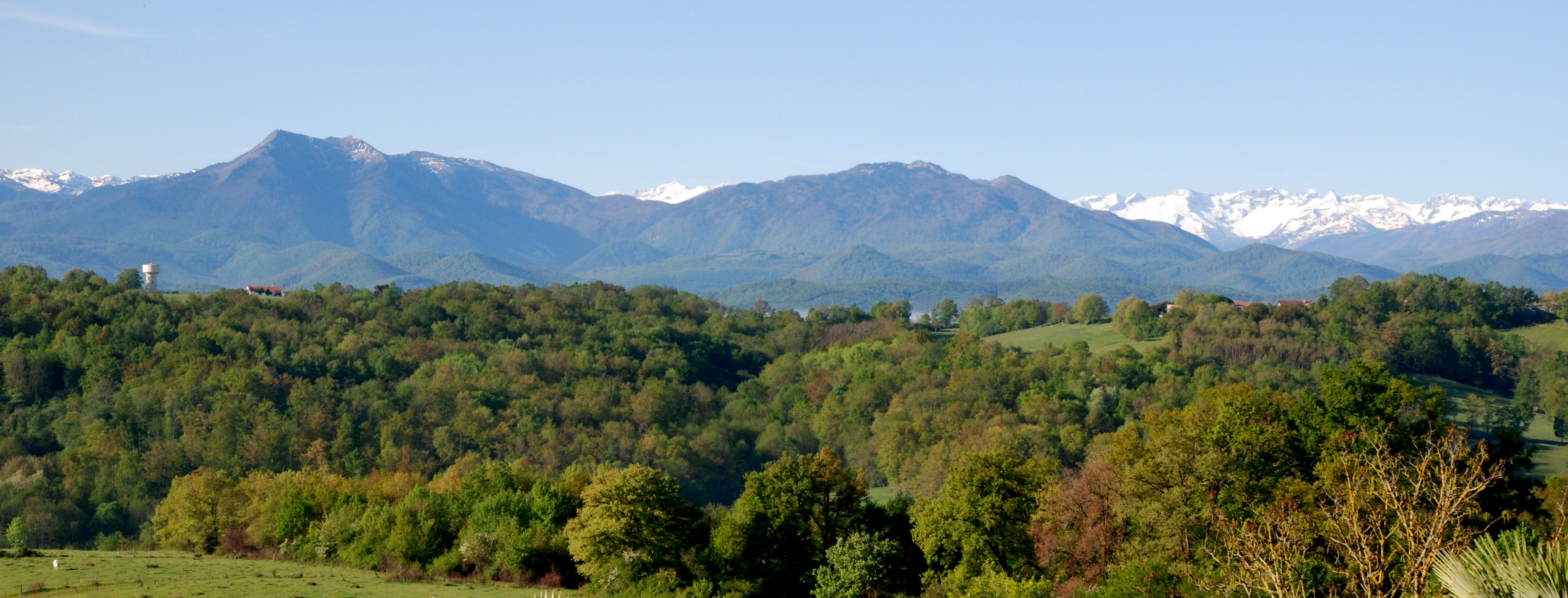
Lieoux est située dans le piémont des Pyrénées comme le témoigne cette vue.

| Saux-et-Pomarède | Latoue    |                            |
| Saint-Gaudens    | Lieoux    | Castillon-de-Saint-Martory |
|                  | Landorthe |                            |

### Géologie et relief
La superficie de la commune est de 585 hectares ; son altitude varie de 359  à   449 mètres.

### Hydrographie
La commune est arrosée par le Jô un affluent de la Garonne.

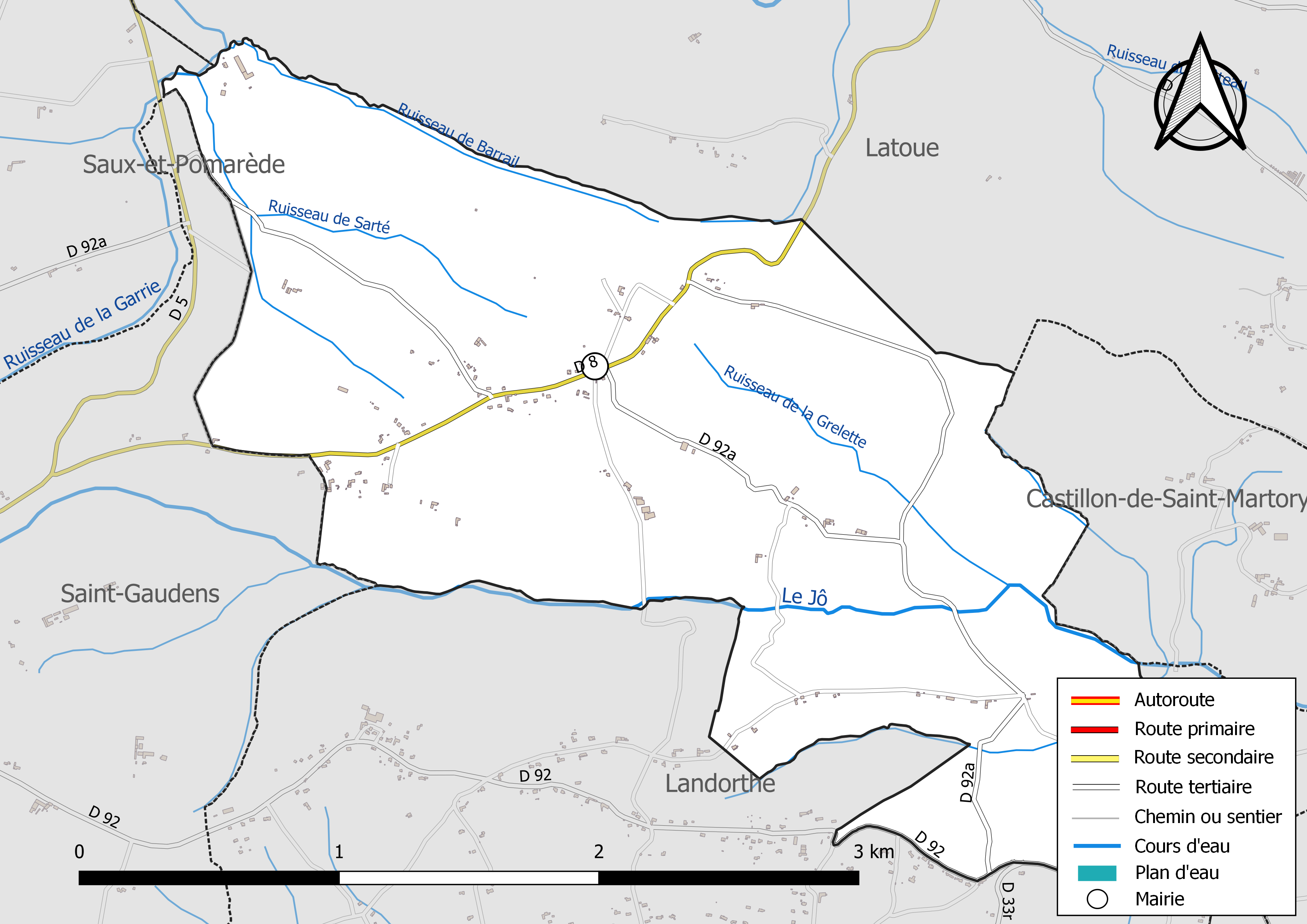
Réseaux hydrographique et routier de Lieoux.

### Milieux naturels et biodiversité

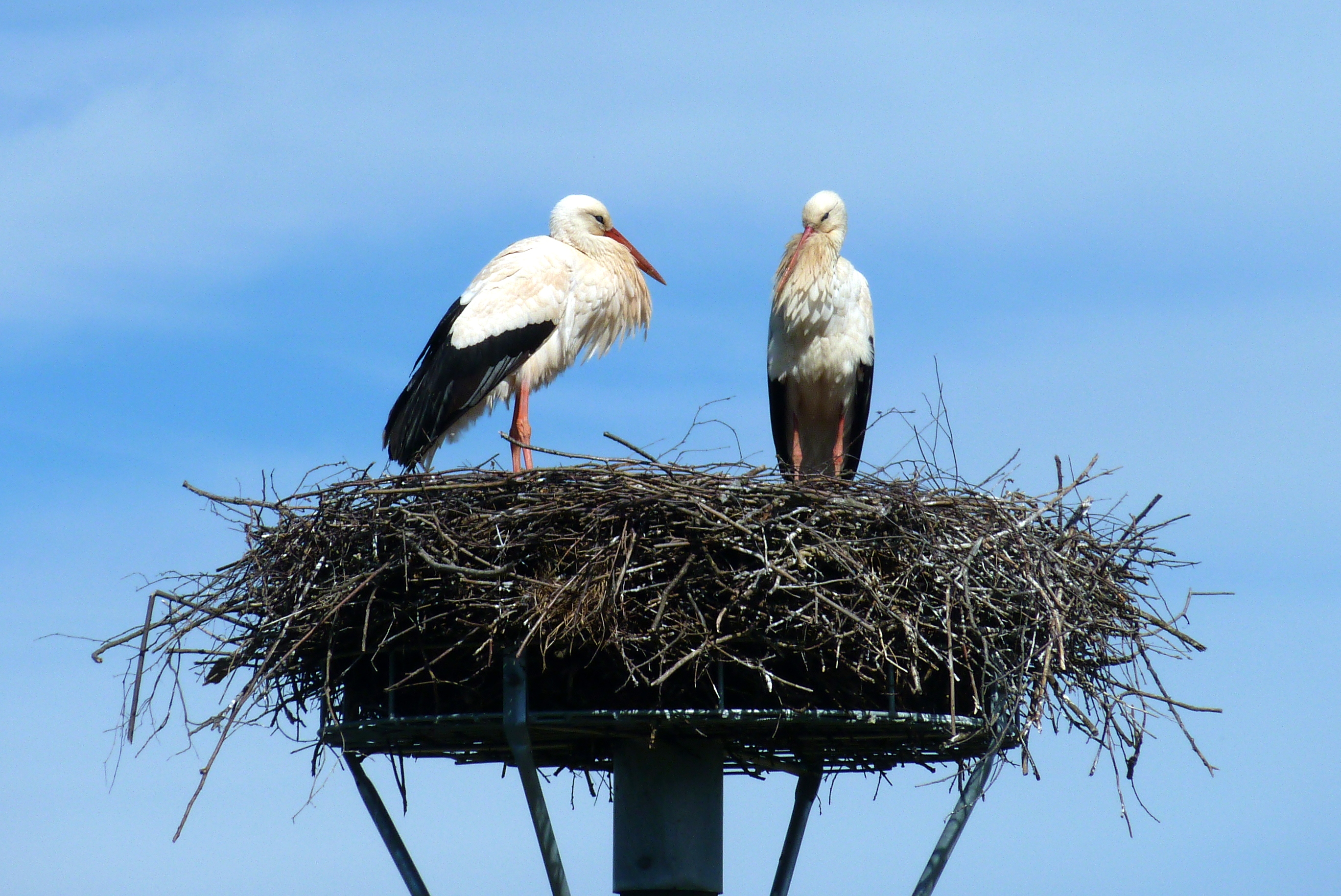
Cigognes résidentes à Lieoux.

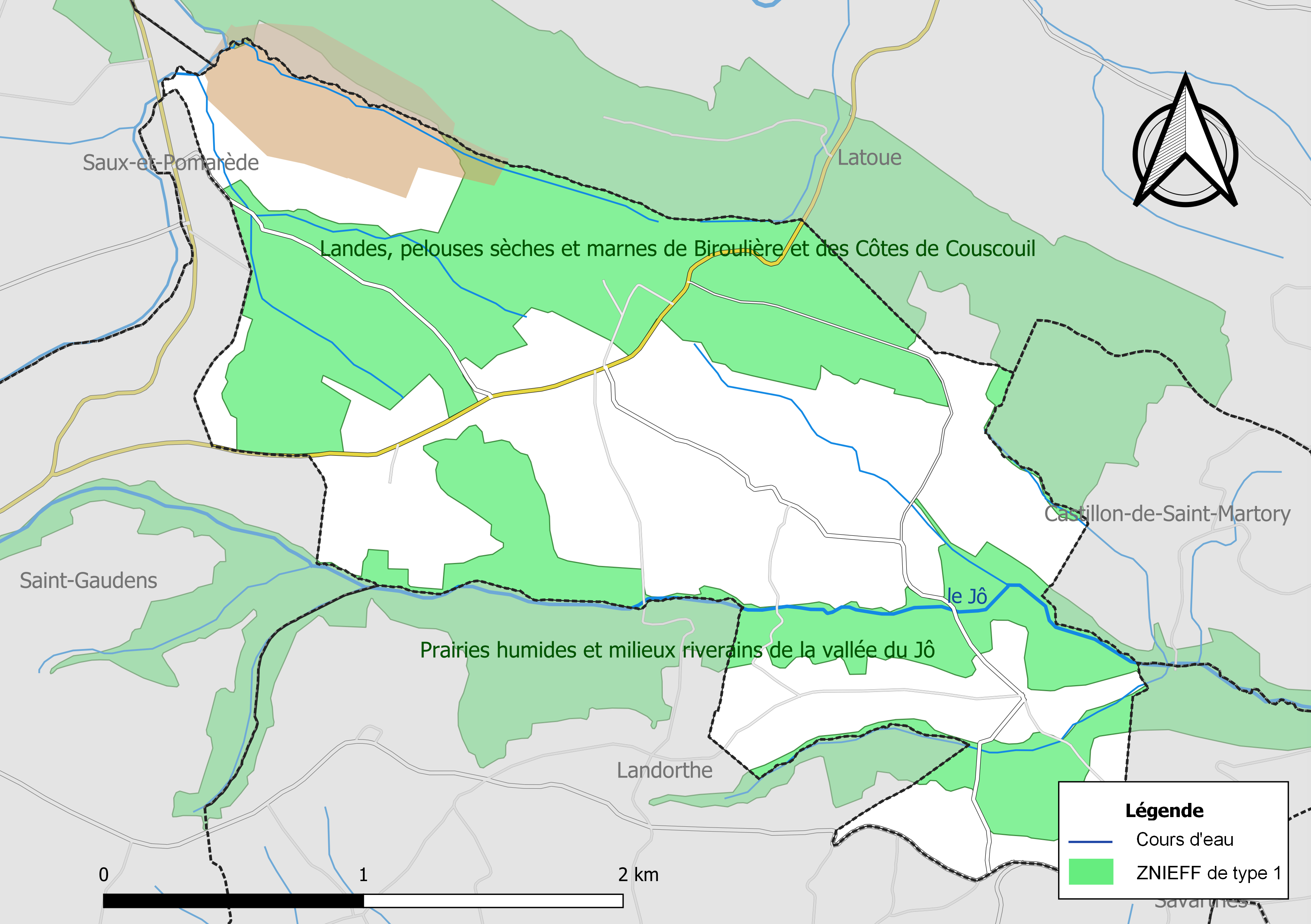
Carte des ZNIEFF de type 1 localisées sur la commune.

L’inventaire des zones naturelles d'intérêt écologique, faunistique et floristique (ZNIEFF) a pour objectif de réaliser une couverture des zones les plus intéressantes sur le plan écologique, essentiellement dans la perspective d’améliorer la connaissance du patrimoine naturel national et de fournir aux différents décideurs un outil d’aide à la prise en compte de l’environnement dans l’aménagement du territoire.
Deux ZNIEFF de type 1 sont recensées sur la commune :
les « landes, pelouses sèches et marnes de Biroulière et des côtes de Couscouil » (436 ha), couvrant 6 communes du département et 
les « prairies humides et milieux riverains de la vallée du Jô » (468 ha), couvrant 7 communes du département
et une ZNIEFF de type 2, : 
les « affleurements calcaréo-marneux des coteaux du Saint-Gaudinois » (4 492 ha), couvrant 14 communes du département.

## Urbanisme

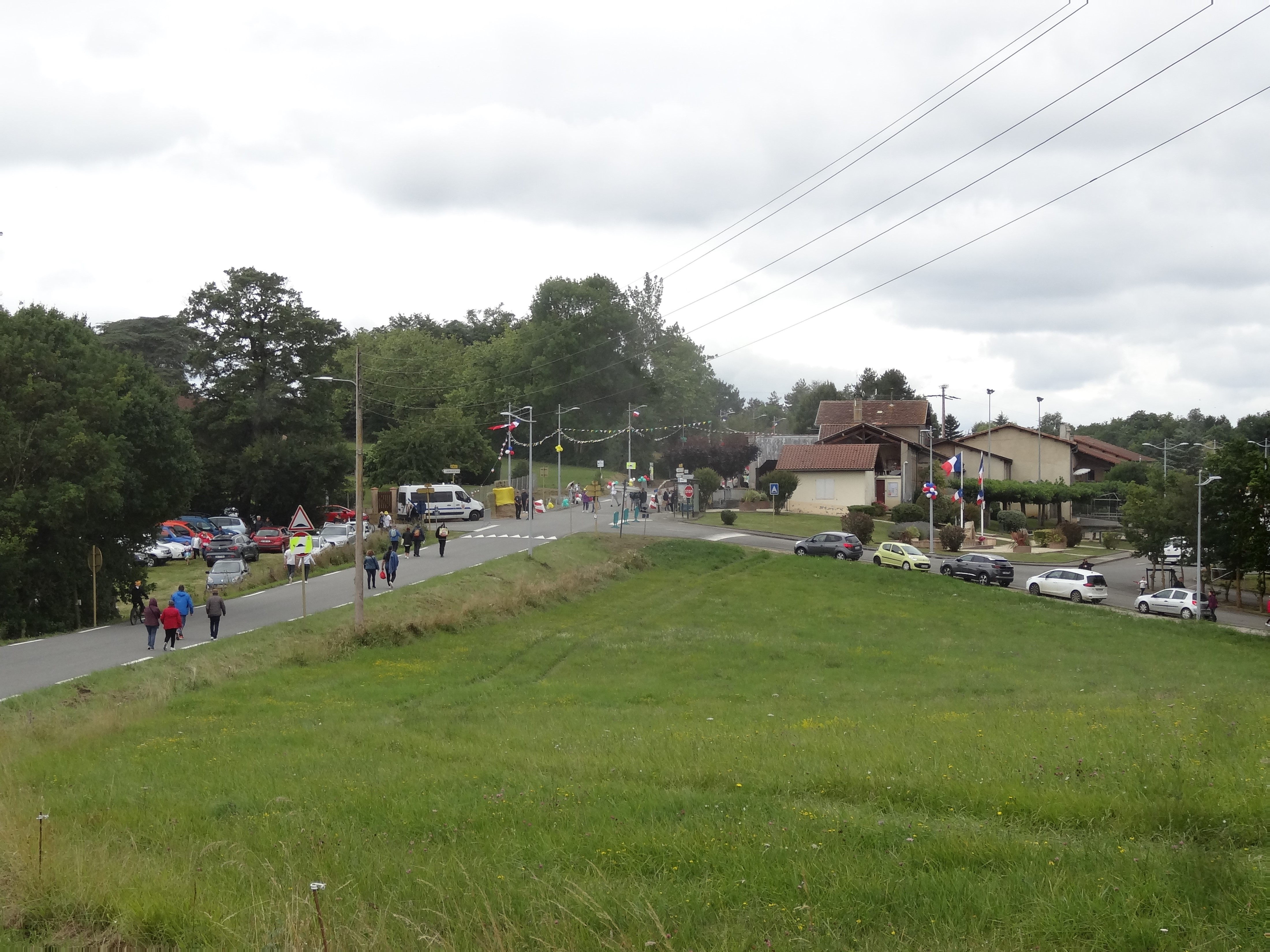
Lieoux à l'occasion du Tour de France 2021. La commune s'inscrit dans un cadre rural.

### Typologie
Au 1er janvier 2024, Lieoux est catégorisée commune rurale à habitat dispersé, selon la nouvelle grille communale de densité à sept niveaux définie par l'Insee en 2022.
Elle est située hors unité urbaine. Par ailleurs la commune fait partie de l'aire d'attraction de Saint-Gaudens, dont elle est une commune de la couronne,. Cette aire, qui regroupe 85 communes, est catégorisée dans les aires de moins de 50 000 habitants,.

### Occupation des sols
L'occupation des sols de la commune, telle qu'elle ressort de la base de données européenne d’occupation biophysique des sols Corine Land Cover (CLC), est marquée par l'importance des territoires agricoles (89,4 % en 2018), en diminution par rapport à 1990 (94,6 %). La répartition détaillée en 2018 est la suivante : 
zones agricoles hétérogènes (54,8 %), prairies (31,3 %), forêts (5,4 %), mines, décharges et chantiers (5,1 %), terres arables (3,3 %). L'évolution de l’occupation des sols de la commune et de ses infrastructures peut être observée sur les différentes représentations cartographiques du territoire : la carte de Cassini (XVIIIe siècle), la carte d'état-major (1820-1866) et les cartes ou photos aériennes de l'IGN pour la période actuelle (1950 à aujourd'hui).

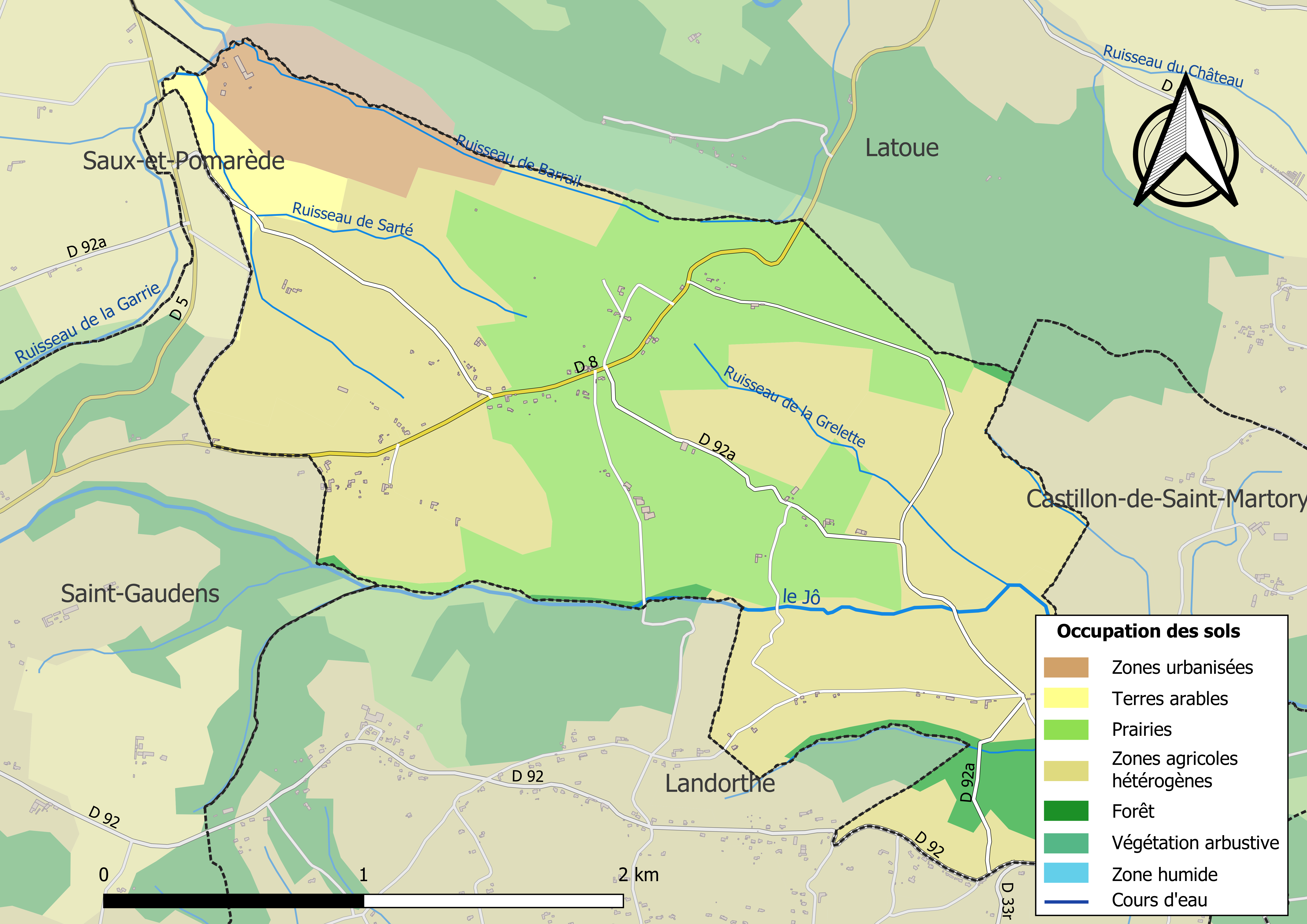
Carte des infrastructures et de l'occupation des sols de la commune en 2018 (CLC).

### Voies de communication et transports

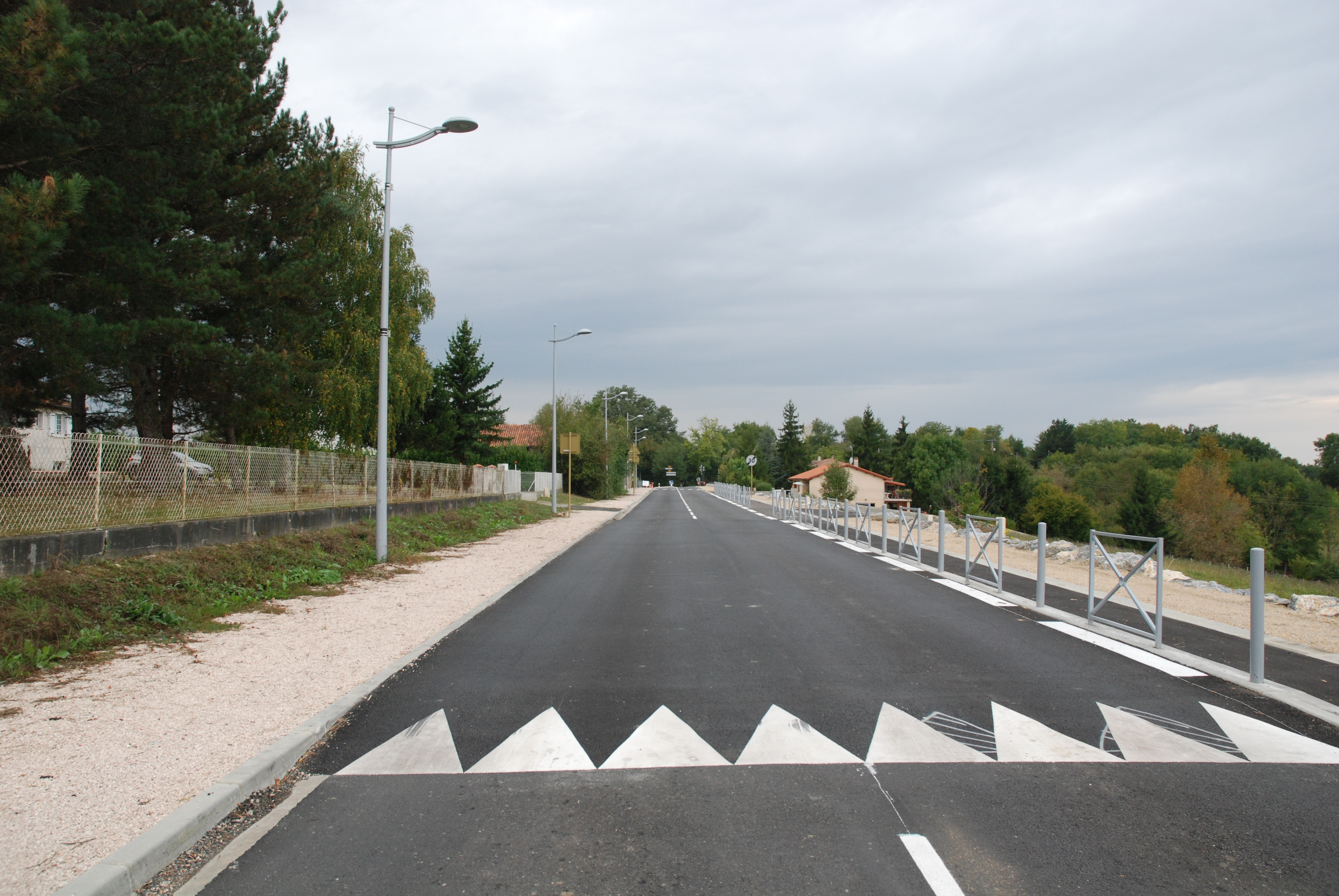
La rue principale.

Accès par l'autoroute A64 sortie no 18 et avec le réseau Arc-en-ciel.

### Risques majeurs
Le territoire de la commune de Lieoux est vulnérable à différents aléas naturels : météorologiques (tempête, orage, neige, grand froid, canicule ou sécheresse) et séisme (sismicité modérée). Un site publié par le BRGM permet d'évaluer simplement et rapidement les risques d'un bien localisé soit par son adresse soit par le numéro de sa parcelle.

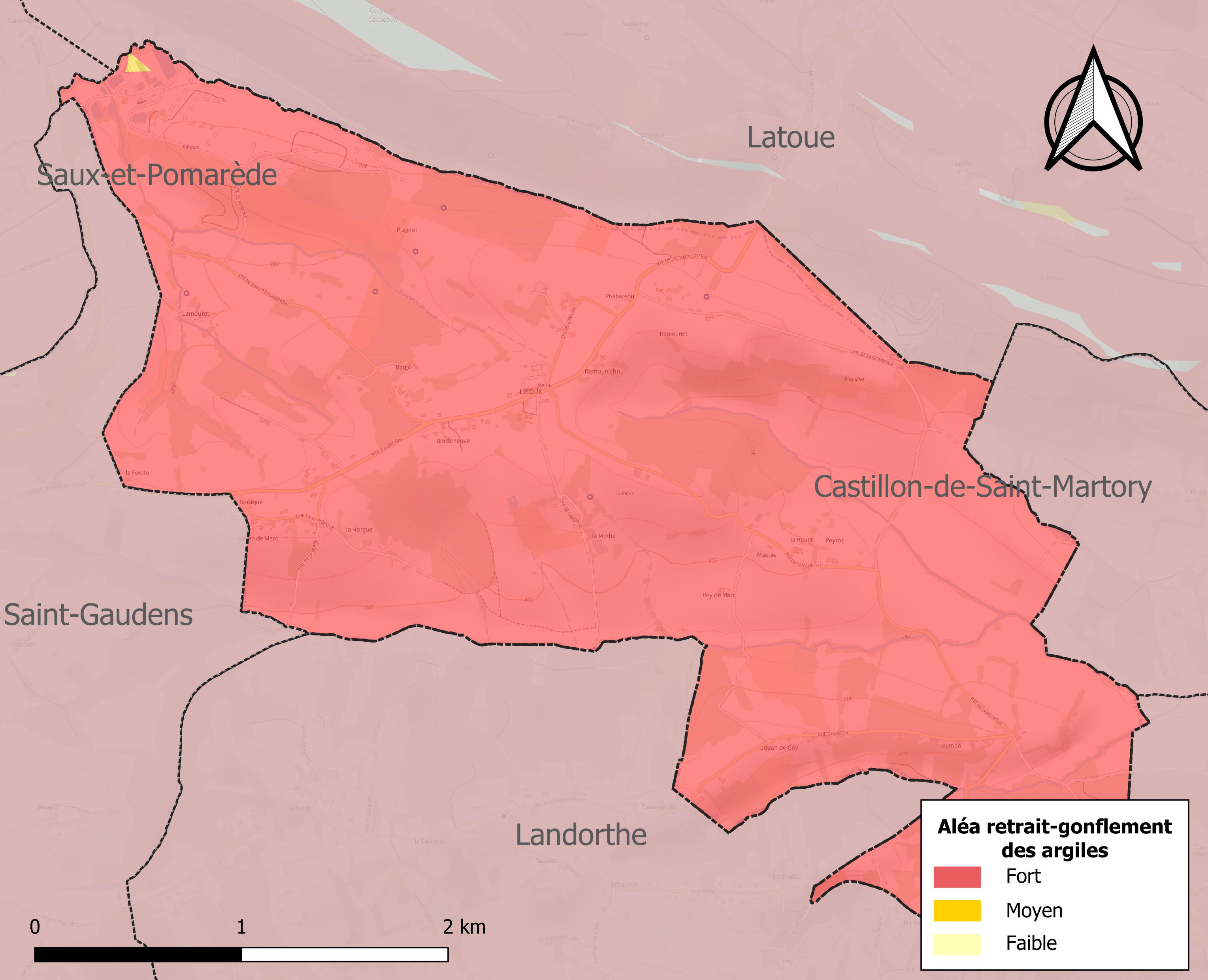
Carte des zones d'aléa retrait-gonflement des sols argileux de Lieoux.

Le retrait-gonflement des sols argileux est susceptible d'engendrer des dommages importants aux bâtiments en cas d’alternance de périodes de sécheresse et de pluie. La totalité de la commune est en aléa moyen ou fort (88,8 % au niveau départemental et 48,5 % au niveau national). Sur les 65 bâtiments dénombrés sur la commune en 2019, 65 sont en aléa moyen ou fort, soit 100 %, à comparer aux 98 % au niveau départemental et 54 % au niveau national. Une cartographie de l'exposition du territoire national au retrait gonflement des sols argileux est disponible sur le site du BRGM,.
Par ailleurs, afin de mieux appréhender le risque d’affaissement de terrain, l'inventaire national des cavités souterraines permet de localiser celles situées sur la commune.

## Histoire
Lieoux fusionne en 1974 avec la commune de Saint-Gaudens, puis s'en détache par arrêté au JORF no 0043 du 20 février 2008, dans son texte no 12 du 1er février 2008, Lieoux est redevenue une commune indépendante.
Avant février 2008, un conseiller municipal de Saint-Gaudens était délégué par la mairie de Saint-Gaudens pour faire fonction de maire.

## Politique et administration

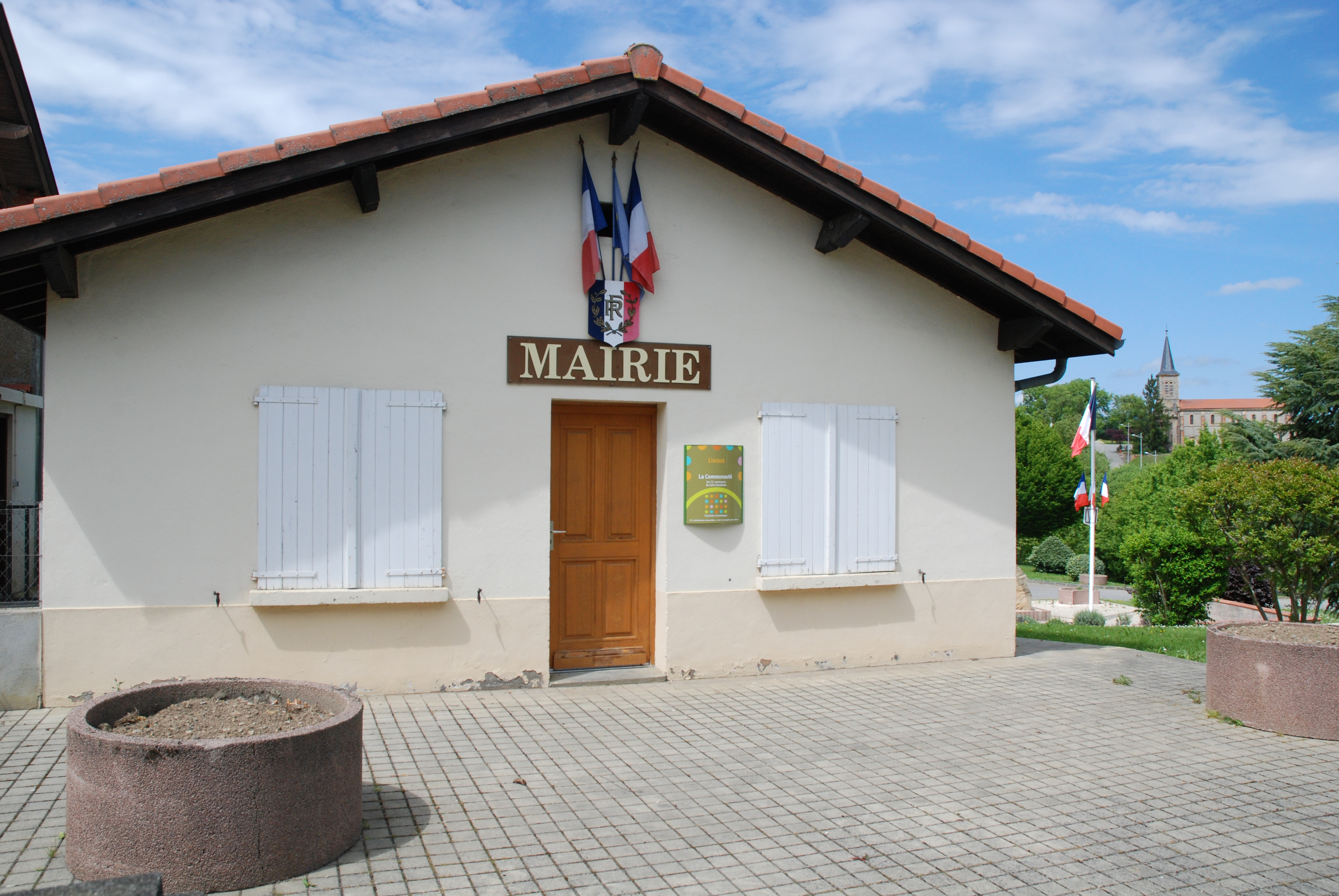
La mairie.

### Administration municipale
Le nombre d'habitants au recensement de 2011 étant compris entre 100 et 499, le nombre de membres du conseil municipal pour l'élection de 2014 est de onze,.

### Rattachements administratifs et électoraux
Commune faisant partie de la huitième circonscription de la Haute-Garonne, de la communauté de communes Cœur et Coteaux de Comminges et du canton de Saint-Gaudens. Avant le 1er janvier 2017, Lieoux faisait partie de la communauté de communes du Saint-Gaudinois.
La commune est également membre du SIVOM de Saint-Gaudens Montréjeau Aspet Magnoac.

### Liste des maires
| Période                                  | Période                  | Identité                                 | Étiquette | Qualité  |
| ---------------------------------------- | ------------------------ | ---------------------------------------- | --------- | -------- |
| Les données manquantes sont à compléter. |                          |                                          |           |          |
| 1970                                     | 31 décembre 1973         | Jean-Marie Dessens                       |           |          |
| 1er janvier 1974                         | 13 février 2008          | La commune est rattachée à Saint-Gaudens |           |          |
| 2008                                     | En cours (au avril 2014) | Alain Barutaut                           | PS        | Retraité |

## Population et société

### Démographie
L'évolution du nombre d'habitants est connue à travers les recensements de la population effectués dans la commune depuis 1793. Pour les communes de moins de 10 000 habitants, une enquête de recensement portant sur toute la population est réalisée tous les cinq ans, les populations de référence des années intermédiaires étant quant à elles estimées par interpolation ou extrapolation. Pour la commune, le premier recensement exhaustif entrant dans le cadre du nouveau dispositif a été réalisé en 2005.

En 2022, la commune comptait 126 habitants, en stagnation par rapport à 2016 (Haute-Garonne : +8,02 %, France hors Mayotte : +2,11 %).
| 1793 | 1800 | 1806 | 1821 | 1831 | 1836 | 1841 | 1846 | 1851 |
| ---- | ---- | ---- | ---- | ---- | ---- | ---- | ---- | ---- |
| 268  | 189  | 241  | 215  | 263  | 270  | 268  | 250  | 240  |

| 1856 | 1861 | 1866 | 1872 | 1876 | 1881 | 1886 | 1891 | 1896 |
| ---- | ---- | ---- | ---- | ---- | ---- | ---- | ---- | ---- |
| 265  | 236  | 310  | 227  | 182  | 215  | 233  | 231  | 215  |

| 1901 | 1906 | 1911 | 1921 | 1926 | 1931 | 1936 | 1946 | 1954 |
| ---- | ---- | ---- | ---- | ---- | ---- | ---- | ---- | ---- |
| 190  | 175  | 163  | 150  | 153  | 112  | 124  | 125  | 120  |

| 1962 | 1968 | 2006 | 2010 | 2015 | 2020 | 2022 | - | - |
| ---- | ---- | ---- | ---- | ---- | ---- | ---- | - | - |
| 118  | 110  | 126  | 118  | 125  | 127  | 126  | - | - |

| selon la population municipale des années : | 1968 | 1975 | 1982 | 1990 | 1999 | 2006 | 2009 | 2013 |
| Rang de la commune dans le département      | 423  |      |      |      |      |      | 454  | 454  |
| Nombre de communes du département           | 592  | 582  | 586  | 588  | 588  | 588  | 589  | 589  |

### Enseignement
Lieoux fait partie de l'académie de Toulouse.

### Culture et festivité
- Lieoux lors du passage de la 17e étape du Tour de France 2021

Lieoux lors du passage de la du Tour de France 2021
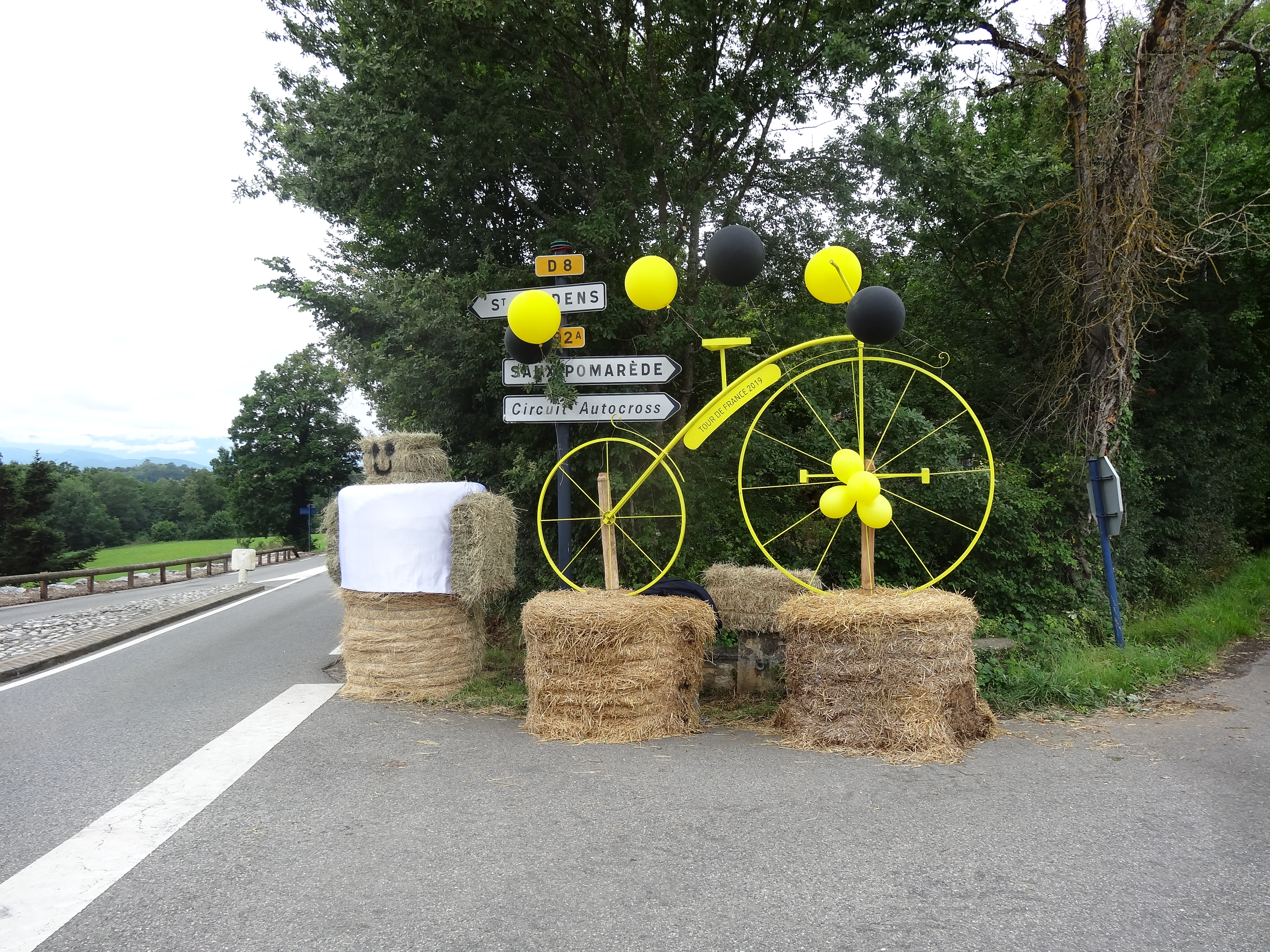
Décorations.
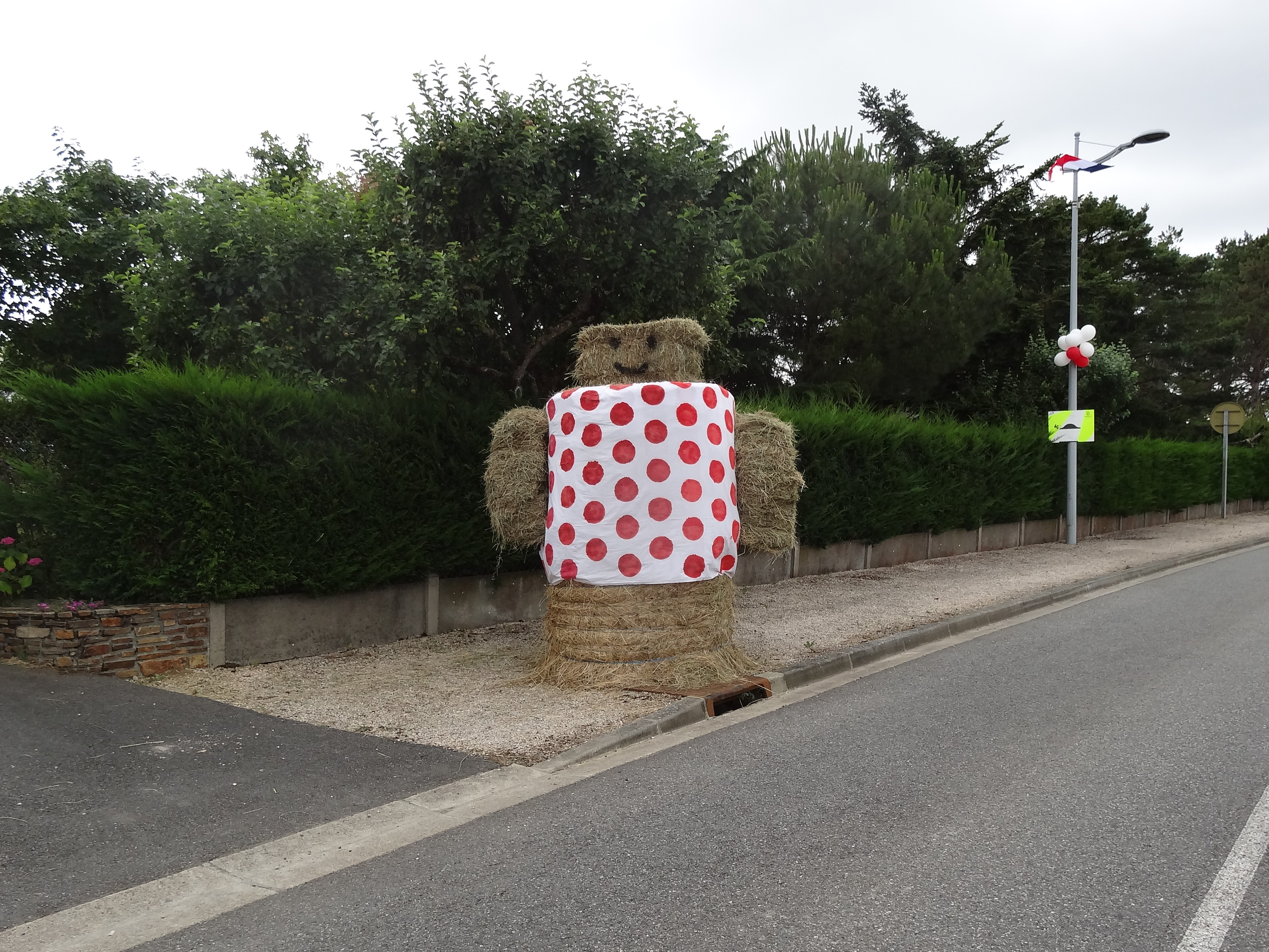
Décorations.
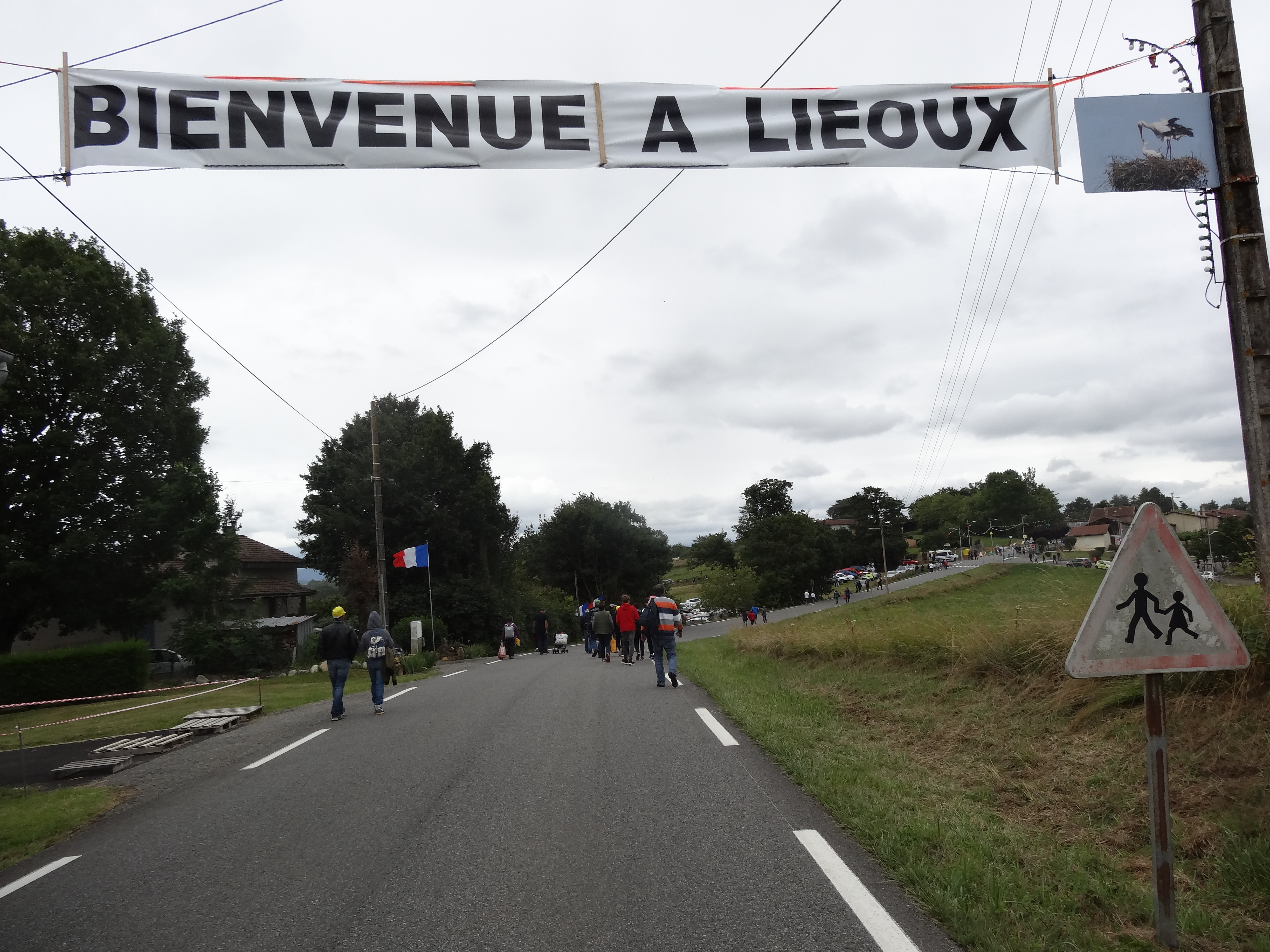
Banderole.
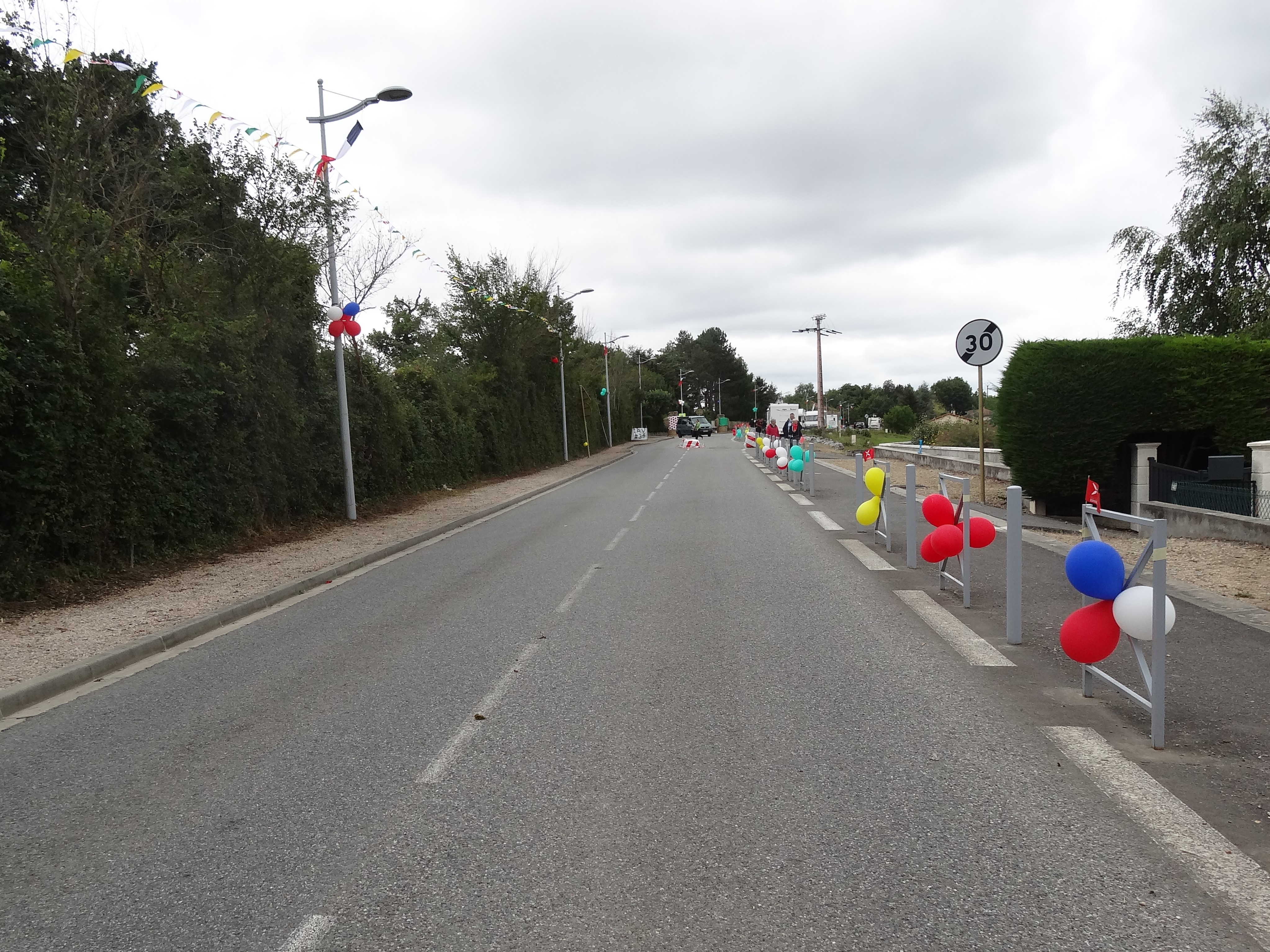
Rue principale décorée.
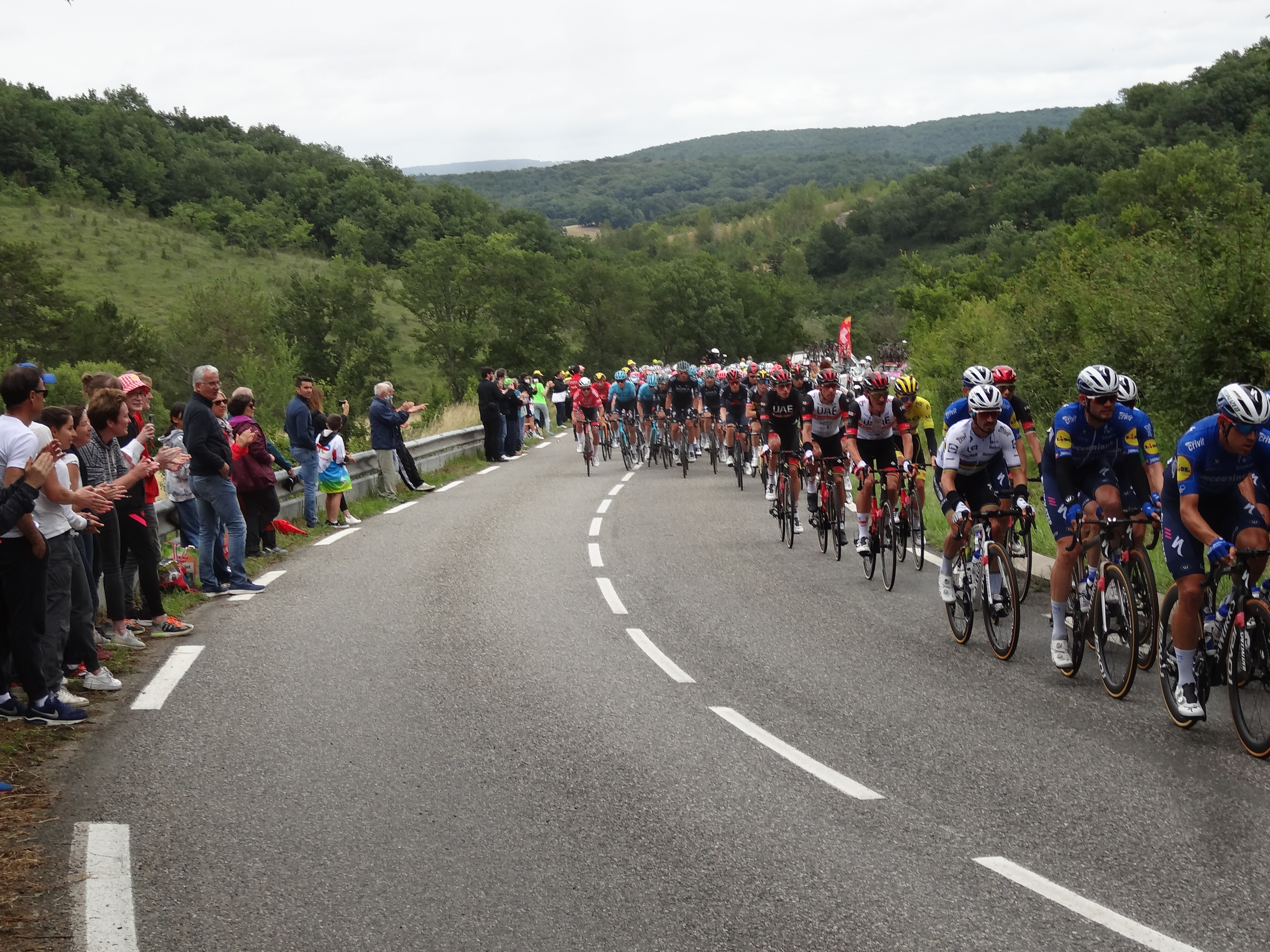
Passage du peloton.

### Activités sportives
Chasse, pétanque,

### Écologie et recyclage
Un centre d'enfouissement technique de déchets non dangereux est situé sur le site de Pihourc. Il est géré par le SIVOM de Saint-Gaudens Montréjeau Aspet Magnoac. Les ordures ménagères du Comminges, du Couserans, du Magnoac, de Saint-Lys et parfois du Val d'Aran y sont stockées.

## Économie

### Emploi
|                | 2008  | 2013  | 2018  |
| -------------- | ----- | ----- | ----- |
| Commune        | 7,3 % | 8,5 % | 5,4 % |
| Département    | 7,7 % | 9,6 % | 9,3 % |
| France entière | 8,3 % | 10 %  | 10 %  |

En 2018, la population âgée de 15 à 64 ans s'élève à 73 personnes, parmi lesquelles on compte 78,4 % d'actifs (73 % ayant un emploi et 5,4 % de chômeurs) et 21,6 % d'inactifs,. Depuis 2008, le taux de chômage communal (au sens du recensement) des 15-64 ans est inférieur à celui de la France et du département.
La commune fait partie de la couronne de l'aire d'attraction de Saint-Gaudens, du fait qu'au moins 15 % des actifs travaillent dans le pôle,. Elle compte 19 emplois en 2018, contre 31 en 2013 et 15 en 2008. Le nombre d'actifs ayant un emploi résidant dans la commune est de 57, soit un indicateur de concentration d'emploi de 33,2 % et un taux d'activité parmi les 15 ans ou plus de 55,5 %.
Sur ces 57 actifs de 15 ans ou plus ayant un emploi, 10 travaillent dans la commune, soit 18 % des habitants. Pour se rendre au travail, 89,5 % des habitants utilisent un véhicule personnel ou de fonction à quatre roues, 5,3 % les transports en commun et 5,3 % n'ont pas besoin de transport (travail au domicile).

### Activités hors agriculture
7 établissements sont implantés  à Lieoux au 31 décembre 2019.
Le secteur des activités spécialisées, scientifiques et techniques et des activités de services administratifs et de soutien est prépondérant sur la commune puisqu'il représente 28,6 % du nombre total d'établissements de la commune (2 sur les 7 entreprises implantées  à Lieoux), contre 19,8 % au niveau départemental.

### Agriculture
|               | 1988 | 2000 | 2010 | 2020 |
| ------------- | ---- | ---- | ---- | ---- |
| Exploitations | 0    | 0    | 9    | 4    |
| SAU (ha)      | 0    | 0    | 318  | 359  |

La commune est dans « La Rivière », une petite région agricole localisée dans le sud du département de la Haute-Garonne, constituant la partie piémont au relief plus doux que les Pyrénées centrales la bordant au sud et où la vallée de la Garonne s’élargit. En 2020, l'orientation technico-économique de l'agriculture  sur la commune est l'élevage de bovins, pour la viande. Quatre exploitations agricoles ayant leur siège dans la commune sont dénombrées lors du recensement agricole de 2020 (aucune  en 1988). La superficie agricole utilisée est de 359 ha,,.

## Culture locale et patrimoine

### Lieux et monuments

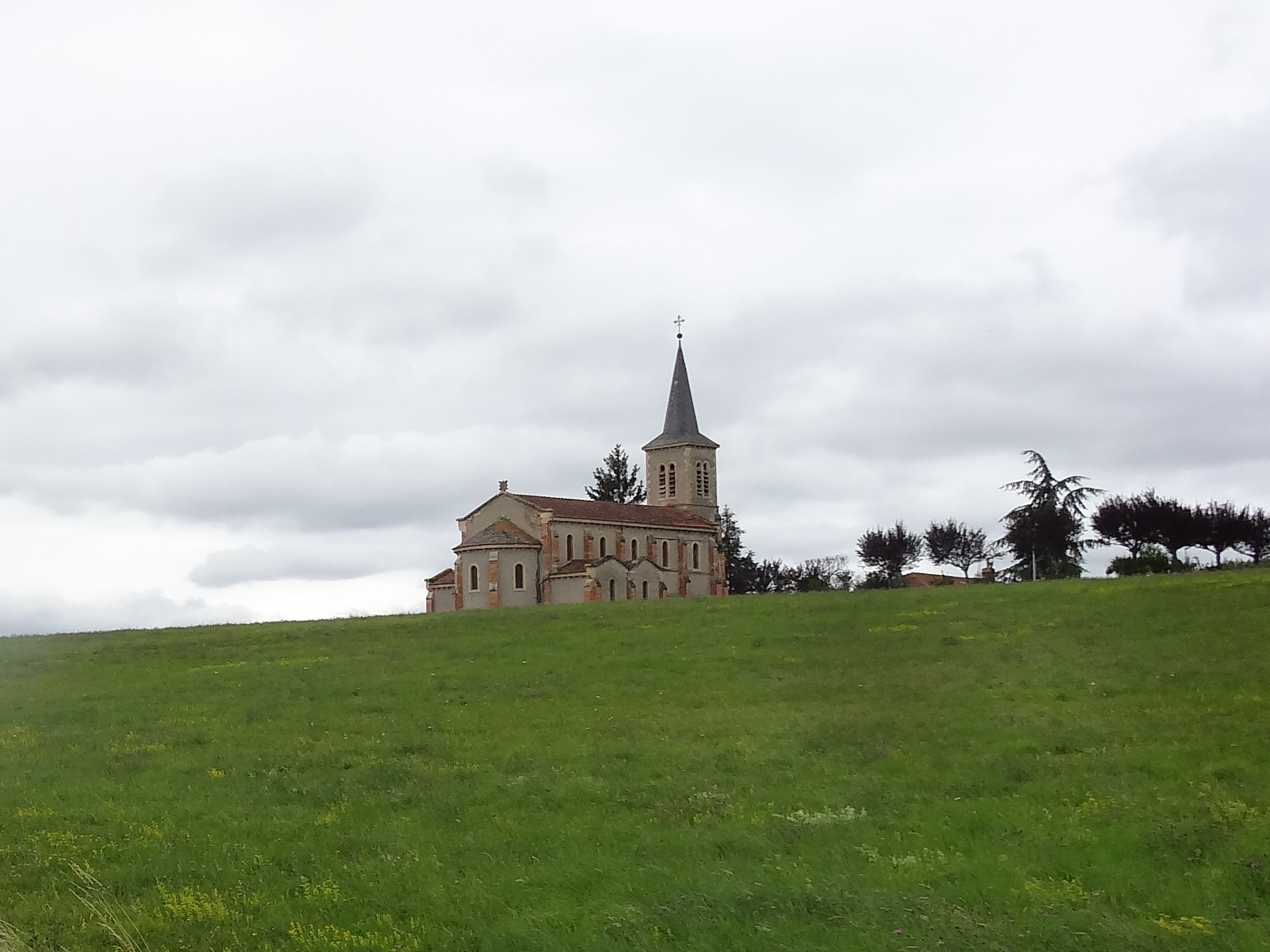
L'église Saint-Nicolas vue depuis la D8.

- Église Saint-Nicolas.

### Personnalités liées à la commune
La famille de Sède a compté plusieurs barons de Lieoux, dont Gérard de Sède.